# Lorenzo Ruggiano
Lorenzo Ruggiano (... – dopo 1697) è stato un ingegnere e tavolario italiano.

## Biografia
Operante dal 1667 al 1697, svolse la sua attività nell'ambito del collegio dei "Tavolari", un corpo di tecnici nominati dalla Città di Napoli, ma dipendenti dal Sacro regio consiglio, che per secoli ebbe dai tribunali il compito di stimare feudi e beni burgensatici e di misurare terreni, fabbricati, strade, boschi ed altri immobili, disegnandone la pianta.
Una prima indagine sull'operato di questo “regio ingegnere” lo vede esordire nel 1667 come collaboratore dell'ingegnere e "tavolario" Antonio Galluccio nel censimento della rete di concessioni idriche dell’acquedotto della Bolla, e proseguire il lavoro con perizie su opere pubbliche, in prevalenza strade. La fase degli apprezzi ha inizio nel 1673, anche se accanto a questi lucrosi incarichi gli vengono affidate perizie su fabbriche regie, spesso in tandem con l’ingegnere Giustiniano Cafaro. Il rapporto con Antonio Galluccio ebbe molto peso soprattutto nel periodo 1691-1693, in cui furono impegnati negli apprezzi dei feudi di Nicola Guzmán Carafa, primo passo verso la vendita – effettuata tra il 1691 e il 1697 –dell’immenso patrimonio dei principi di Stigliano devoluto alla Regia Corte.